# Daniel Rossi
Pour les articles homonymes, voir Daniel et Rossi.
Daniel Rossi, de son nom complet Daniel Silva Rossi est un footballeur brésilien né le 4 janvier 1981. Il évoluait au poste de milieu de terrain.

## Palmarès
- Vainqueur de la Coupe de Tchéquie en 2012 et 2013